# Ted Agasson
Ted Kelton Agasson est un footballeur français né le 31 août 1973 au Lamentin. Il évolue au poste de milieu de terrain à l'US Sénart-Moissy.
Ted Kelton Agasson possède à son actif un total de 14 matchs en Ligue 1 et 206 matchs en Ligue 2.

## Carrière
| Saison            | Club                   | Pays   | Championnat | Championnat | Championnat | Championnat  | Championnat  | Europe | Europe | Europe |
| Saison            | Club                   | Pays   | Division    | Matchs      | Buts        | Cartons      | Cartons      | Coupe  | Matchs | Buts   |
| ----------------- | ---------------------- | ------ | ----------- | ----------- | ----------- | ------------ | ------------ | ------ | ------ | ------ |
| Saison            | Club                   | Pays   | Division    | Matchs      | Buts        | Carton jaune | Carton rouge | Coupe  | Matchs | Buts   |
| 1998 - 1999       | Red Star               | France | D2          | 30, 1L      | 6           | 4            | 0            | /      | 0      | 0      |
| 1999 - 2000       | Lille OSC              | France | D2          | 23, 1F, 1L  | 9           | 1            | 1            | /      | 0      | 0      |
| 2000 - 2001       | Lille OSC              | France | D1          | 14          | 0           | 1            | 0            | /      | 0      | 0      |
| 2001 - 2002       | AS Saint-Étienne       | France | D2          | 3, 2F       | 0           | 1            | 0            | /      | 0      | 0      |
| juillet-déc. 2005 | Football club dieppois | France | CFA         | 14          | 1           | ?            | ?            | /      | 0      | 0      |

Note : F pour Coupe de France et L pour Coupe de la Ligue[réf. nécessaire]

## Palmarès
- Champion de France de D2 en 2000 avec le Lille OSC